# 1938 في تونس
فيما يلي قوائم الأحداث التي وقعت خلال عام 1938 في تونس.